# Human Jerky
Human Jerky este un EP al formației americane de goregrind/deathgrind Cattle Decapitation.

## Tracklist
1. "Cloned For Carrion" - 1:02
2. "Parasitic Infestation (Extracted Pus, Mistaken For Yogurt and Gargled)" - 0:41
3. "Unclogged And Ready For Spewage" - 0:35
4. "Gestation Of Smegma" - 0:47
5. "Mute Rain" - 0:45
6. "Flesh-Eating Disease (Flu-Like Symptoms Of E-Coli With Complete Digestive Shutdown)" - 0:48
7. "Decapitation Of Cattle" - 0:05
8. "Constipation Camp" - 0:59
9. "Intro To Carnage" - 0:33
10. "Cream Of The Crop" – 1:00
11. "Mad Cow Conspiracy (Bloated Bovine-Home To The Flies And Anthrax Spores)" - 0:30
12. "Veal And The Cult Of Torture" - 0:40
13. "Stench From The Dumpster" - 0:44
14. "Body Snatcher (Viscera Intact-Ripe For Devourment)" - 0:19
15. "Roadkill Removal Technician" - 0:46
16. "Bovine, Swine, And Human-Rinds" - 0:45
17. "Bludgeoned, Beaten, And Barbecued" - 0:30
18. "Colon-Blo (Plus Hidden Track)" - 4:43

## Componență
- Travis Ryan (voce)
- Gabe Serbian (chitară)
- Dave Astor (tobe)